# Иллариошкин, Сергей Николаевич
Серге́й Никола́евич Илларио́шкин (род. 4 июля 1963 года) — российский невролог, заместитель директора по научной работе Научного центра неврологии (с 2003), директор Института мозга Научного центра неврологии (с 2006), заведующий кафедрой неврологии лечебного факультета МГМСУ им. А.И. Евдокимова (с 2023), академик РАН (2022), заслуженный деятель науки Российской Федерации (2016).

## Биография
Родился 4 июля 1963 года.
В 1986 году с отличием окончил 1-й МГМИ им. И. М. Сеченова, специальность — лечебное дело, затем была учёба в клинической ординатуре и аспирантуре НИИ неврологии РАМН.
В 1992 году защитил кандидатскую диссертацию, тема: «Фенотипический полиморфизм и роль медиаторных аминокислот при наследственных спиноцеребеллярных дегенерациях».
В 1997 году защитил докторскую диссертацию, тема: «Наследственные моногенные заболевания нервной системы: молекулярный анализ и клинико-генетические сопоставления».
В 1993 году, а также в период с 1995 по 1996 годы — проходил научную стажировку в отделении неврологии Института мозга Университета г. Ниигата (Япония) по молекулярной генетике наследственных заболеваний человека, а в 1998, 1999 годах — прошёл научную стажировку в отделе патологии нейронов Национального института здоровья и медицинских исследований Франции (INSERM), на базе клиники Сальпетриер (Париж).
В 2003 году присвоено учёное звание профессора.
В 2016 году удостоен звания "Заслуженный деятель науки Российской Федерации".
С 1991 года по настоящее время работает в НИИ неврологии РАМН (сейчас — Научный центр неврологии), где прошёл путь от старшего научного сотрудника нейрогенетического отделения до заместителя директора по научной работе (с 2003 года) и директора Института мозга (с 2006 года).
С 2005 года — профессор кафедры многопрофильной клинической подготовки (курс нервных болезней) факультета фундаментальной медицины МГУ им. М.В. Ломоносова.
С 2019 года — профессор кафедры нервных болезней стоматологического факультета МГМСУ им. А.И. Евдокимова, с 2023 года — заведующий кафедрой неврологии лечебного факультета МГМСУ им. А.И. Евдокимова.  
В 2016 году избран членом-корреспондентом РАН.
В 2022 году избран академиком РАН.

## Научная деятельность
Круг научных интересов включает: исследования в области болезни Паркинсона и других нейродегенеративных заболеваний (анализ генетики, факторов риска, молекулярных основ развития и прогрессирования, разработка и валидация биомаркеров, разработка новых методов диагностики, лечения и профилактики); изучение двигательных и когнитивных расстройств; разработку клинических и фундаментальных аспектов наследственных болезней нервной системы. Внёс вклад в изучение генетической предрасположенности к социально значимым многофакторным неврологическим заболеваниям (различные формы паркинсонизма и фокальных дистоний, сосудистые заболевания мозга, эссенциальный тремор, боковой амиотрофический склероз и др.), а также в создание системы медико-генетического консультирования и профилактики неврологической патологии в нашей стране. Впервые описал несколько новых наследственных заболеваний нервной системы, с картированием соответствующих хромосомных локусов и идентификацией каузальных генов. Занимается разработкой моделей заболеваний мозга на животных и культурах клеток, созданием новых экспериментальных подходов к их генной и клеточной терапии.
Автор 985 научных трудов, в том числе 20 монографий и руководств, более 600 статей (из них более 100 в зарубежных научных журналах), 30 глав в руководствах, 12 учебных и учебно-методических пособий, 24 патентов на изобретения.
Под его руководством защищено 5 докторских и 25 кандидатских диссертаций.
Лауреат Премии Правительства РФ в области науки и техники (для молодых учёных, 2006 год), лауреат премии Президиума РАМН в области фундаментальных медицинских исследований (1998 год).

### Научно-организационная деятельность
- член президиума Правления Всероссийского общества медицинских генетиков;
- член президиума Правления Всероссийского общества неврологов;
- член Президиума ВАК РФ (2016-2022), советник ВАК РФ (с 2022 г);
- президент Национального общества по изучению болезни Паркинсона и расстройств движений;
- вице-президент Европейской Федерации Неврологических Обществ (EFNS) (2007-2011);
- заместитель главного редактора журнала «Анналы клинической и экспериментальной неврологии»;
- главный редактор журнала «Нервные болезни»;
- главный редактор журнала «Бюллетень Национального общества по изучению болезни Паркинсона и расстройств движений»;
- член редколлегии журналов: «Журнал неврологии и психиатрии С. С. Косакова», «Неврологический журнал», «Медицинская генетика» и др.

## Награды
- Орден Дружбы (08 июля 2022 года) — за большой вклад в развитие науки и многолетнюю добросовестную работу[3]
- Заслуженный деятель науки Российской Федерации (26 декабря 2016 года) — за большой вклад в развитие здравоохранения, медицинской науки и многолетнюю добросовестную работу[4]
- Премия Правительства РФ в области науки и техники для молодых ученых (2006)[5]
- Премия Президиума РАМН в области фундаментальных медицинских исследований (1998)

## Семья
Женат, имеет двух дочерей.